# Алексєєва Лідія Іванівна
Лідія Іванівна Алексєєва (1904, місто Москва, тепер Російська Федерація — ?) — радянська діячка, робітниця Новосибірського заводу. Депутат Верховної ради СРСР 4-го скликання.

## Біографія
Народилася в багатодітній родині візника, проживала на Петровській заставі в Москві. Три роки навчалася в початковій школі, закінчила чотири класи, була нянькою. З 1917 року працювала кур'єром в парфумерній майстерні Еміля Канцеля та на заводі, потім була ученицею в заводському цеху.
З 1924 по 1941 рік працювала робітницею військового заводу в Москві. У 1941 році разом із заводом була евакуйована до Новосибірська. З 1941 року — робітниця Новосибірського військового заводу. Багатоверстатниця, виконувала по 2—2,5 норми, виготовляла продукцію високої якості.

## Нагороди
- медаль «За доблесну працю у Великій Вітчизняній війні 1941—1945 рр.»
- медалі
- значок «Відмінник»